# ロンドン地下鉄の車両

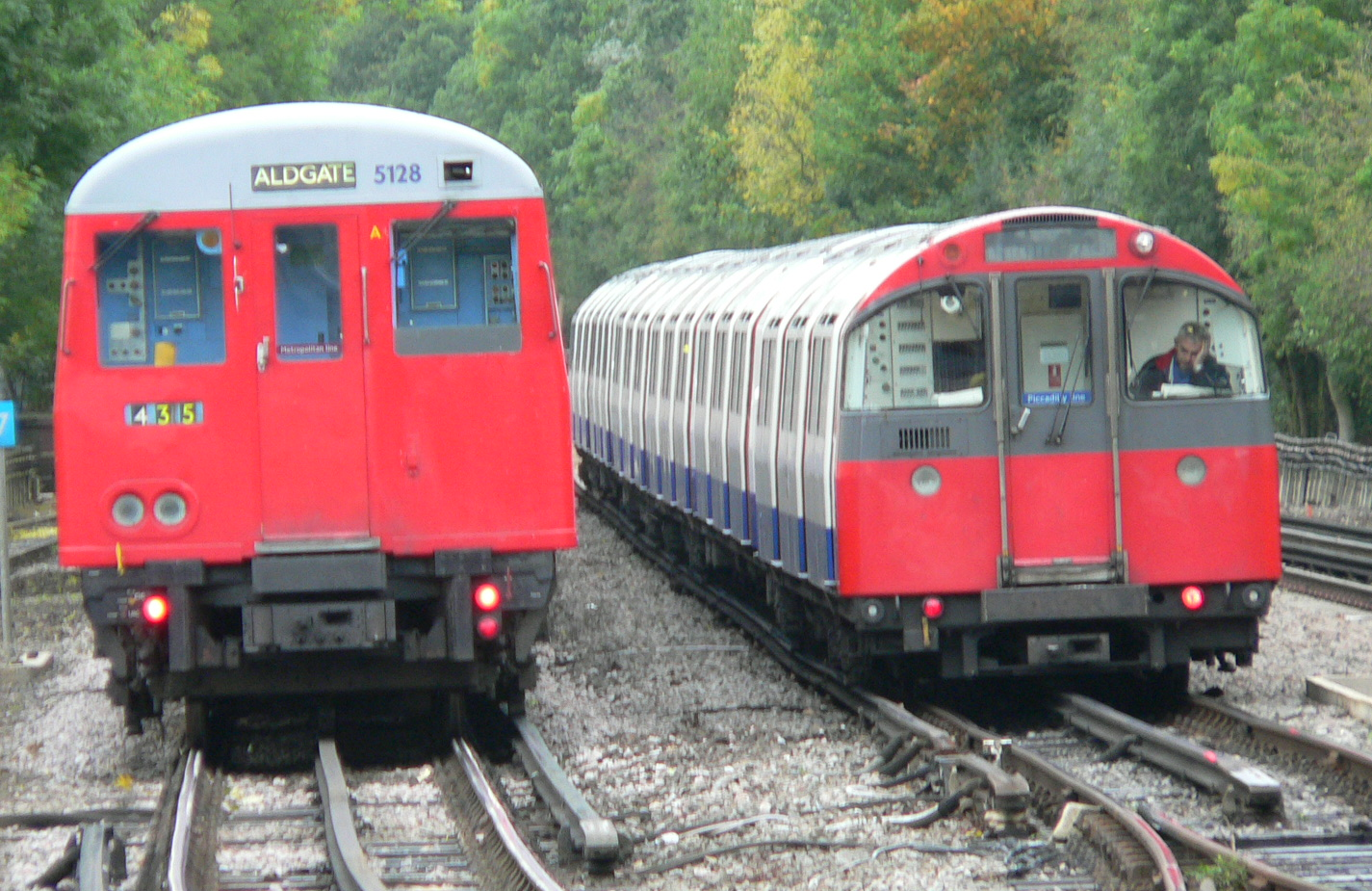
ロンドン地下鉄の電車は大断面車両と小断面車両に大別される。メトロポリタン線のA60・A62形電車(左)がピカデリー線の1973形電車(右)をレイナーズ・レーン駅付近で追い越すところ

ロンドン地下鉄の車両は、ロンドン地下鉄(London Underground)に在籍する、あるいは在籍した鉄道車両の一覧である。

## 概要
ロンドン地下鉄の車両の歴史はロンドン地下鉄の路線の歴史同様大変複雑である。開業当時の蒸気機関車から近年の電車に至るまで、多種多様の車両が運行されてきた。
- 注記: 形式名に続く説明が赤で示されているものは2009年4月までに運行を終了したものを示す。

- 形式名と車両番号の付け方についてはロンドン地下鉄の車両形式および車両番号の付与方法を参照のこと。

## 機関車
- 蒸気機関車 — 1971年に用途廃止
  - メトロポリタン鉄道A形蒸気機関車
- 電気機関車 — 1962年に旅客営業を終了
- ディーゼル機関車 — DL81-DL83 — 用途廃止
- バッテリー電気機関車 — 現役

## 客車
- 客車 — 元国鉄の客車がメトロポリタン線の特殊運用に使用された。

## 電車

### 現有車両
| 路線名                    | ラインカラー | 現行車両 | 運用開始年          | 内装更新年          | 置換 |
| ------------------------- | ------------ | -------- | ------------------- | ------------------- | ---- |
| ベーカールー線            | 茶色         | 1972形   | 1972-1975           | 1989-1995 2016-2018 | NTfL |
| セントラル線              | 赤           | 1992形   | 1993-1995           | 2011-2012           | NTfL |
| サークル線                | 黄色         | S7形     | 2013-2014           |                     | 未定 |
| ディストリクト線          | 緑           | D78形    | 1980-1983           | 2004-2008           | S7形 |
| ディストリクト線          | 緑           | S7形     | 2013-2016           |                     | 未定 |
| ハマースミス&シティー線   | ピンク       | S7形     | 2012-2014           |                     | 未定 |
| ジュビリー線              | 灰色         | 1996形   | 1997-1998 2005-2006 | 2016-2019           | 未定 |
| メトロポリタン線          | マゼンタ     | S8形     | 2010-2012           |                     | 未定 |
| ノーザン線                | 黒           | 1995形   | 1997-2000           | 2013-2015           | 未定 |
| ピカデリー線              | 紺           | 1973形   | 1975-1978           | 1995-2000           | NTfL |
| ヴィクトリア線            | 水色         | 2009形   | 2009–2011           |                     | 未定 |
| ウォータールー&シティー線 | ターコイズ   | 1992形   | 1993                | 2006                | NTfL |

### 小断面車両
トンネル断面が小さいベーカールー、セントラル、ノーザン、ピカデリー、 ヴィクトリア、ジュビリーの各線で運行できるよう設計された車両群をここは小断面車両と呼ぶ。車両の寸法は各形式で異なり、各線のトンネル寸法も微妙に異なるが、いずれも直径約13フィート (4.0 m)のトンネルを走れることで共通している。
- 1900形電車 （セントラル・ロンドン鉄道ゲート形電車、客車から改造）
- 1903形電車 （セントラル・ロンドン鉄道ゲート形電車）
- 1906形電車 （ベーカールー、ノーザン、ピカデリー線用ゲート形電車）
- 1914形電車 （ベーカールー線）
- 1915形電車 （セントラル線）
- ジョイント形電車 （ベーカールー線）
- 1920形電車 （ベーカールー、ピカデリー線）
- スタンダード形電車 （標準小断面電車 1922年-1934年設計、製造）
- 1935形電車 （流線型試作車）
- 1938形電車 （ベーカールー、ノーザン線） — 1988年用途廃止
- 1949形電車 （ベーカールー、ノーザン、ピカデリー線） — 1972年から1978年にかけて用途廃止
- 1956形電車 （ベーカールー、ノーザン、ピカデリー線） — 2000年用途廃止
- 1959形電車 （ベーカールー、ノーザン、ピカデリー線） — 2000年用途廃止
- 1960形電車 （セントラル線 - 試作車） — 1994年までに用途廃止
- 1962形電車 （ノーザン線） — 1999年用途廃止
- 1967形電車 （ヴィクトリア線） — 2011年用途廃止
- 1972形電車 （ベーカールー線） — 現役
- 1973形電車 （ピカデリー線） — 現役
- 1983形電車 （ジュビリー線） — 1998年用途廃止
- 1986形電車 （セントラル線 - 試作車） — 1992年までに用途廃止
- 1992形電車 （セントラル線、ウォータールー&シティー線） — 現役
- 1995形電車 （ノーザン線） — 現役
- 1996形電車 （ジュビリー線） — 現役
- 2009形電車 （ヴィクトリア線） — 現役
- 2024形電車・NTfL（ピカデリー線他） – 2023年営業開始予定。（en:New Tube for London：シーメンスのInspiro[1]）

### 大断面車両
トンネル断面が大きく、他のイギリスの鉄道車両とほぼ同じ断面の車両が使用されるサークル、ディストリクト、ハマースミス&シティー、ピカデリー、 メトロポリタンの各線で運行される車両群をここでは大断面車両と呼ぶ。この中にはA60・A62形電車の様に標準車両限界を超過しているものも含まれる。 
- A形電車 （メトロポリタン・ディストリクト鉄道 - 試作車）
- B形電車 （メトロポリタン・ディストリクト鉄道）
- C形電車 （メトロポリタン・ディストリクト鉄道）
- D形電車 （メトロポリタン・ディストリクト鉄道）
- E形電車 （メトロポリタン・ディストリクト鉄道）
- F形電車 （サークル線、ハマースミス&シティー線）
- G形電車 （後のG23・Q23形電車） （ディストリクト線）
- H形電車 （B形電車を更新したもの）
- K形電車 （後のQ27形電車） （ディストリクト線）
- L形電車 （後のQ31形電車） （ディストリクト線）
- M形電車 （後のQ35形電車） （ディストリクト線）
- N形電車 （後のQ35形電車） （ディストリクト線）
- O/P形電車 （後のCO・CP 形電車） （メトロポリタン線） — 1981年までに用途廃止
- Q38形電車 （ディストリクト線） — 1971年までに用途廃止
- R38・R49形電車 （ディストリクト線） — 1983年までに用途廃止
- T形電車 （メトロポリタン鉄道） — 1962年までに用途廃止
- A60・A62形電車（メトロポリタン線、ィースト・ロンドン線）— 2012年までに用途廃止
- C69・C77 形電車 （サークル線、ディストリクト線、ハマースミス&シティー線） — 2014年までに用途廃止
- D78形電車 （ディストリクト線） — S7形電車に置き換えられ、2017年までに用途廃止
- S7・S8形電車 （サークル線、ディストリクト線、ハマースミス&シティー線、メトロポリタン線） — 現役

## 事業用車両
- 各部門の事業用車両 — 過去の車両を事業用に転用したもの。
- 事業用車両

## 自動放送装置
A形電車を除くロンドン地下鉄の全車両に自動放送装置が設置されている。 
大断面車両を使用する路線では統一した文体と音声が使用されている。
ベーカールー、ヴィクトリア、セントラル線の音声はエマ・クラーク(Emma Clarke)が担当し、基本的には同一であるものの各線ごとに異なる文体が採用されている。これらの路線ではドアが閉まる際、"Please stand clear of the doors" (ベーカールー線)、"This is a Central Line train to..." (セントラル線)の案内が流れる。
ジュビリー、ノーザン、ピカデリーの各線ではそれぞれ異なる声優が音声を担当している。1995形、1996形はよく似た"This train terminates at...."で代表される文体を採用している。ピカデリー線の文体はこれらとは異なるもので、"This is Green Park, change here for the Jubilee and Victoria Lines, this is a Piccadilly Line service to Cockfosters, please mind the gap between the train and the platform"等となっている。
1967形電車などにはロンドン・オーバーグラウンド（英: London Overground）の新線、セント・パンクラス駅の国際駅化に伴う変更が施されている。